# Wang Yi (polityk)
Wang Yi (chiń. 王毅; ur. 19 października 1953 w Pekinie) – chiński polityk, dyplomata, działacz państwowy oraz partyjny. W latach 2001–2004 wiceminister spraw zagranicznych ChRL. W latach 2004–2007 ambasador ChRL w Japonii. W latach 2013–2022 i od 2023  minister spraw zagranicznych Chińskiej Republiki Ludowej. Od 2018 członek Rady Państwa ChRL. Od 2023 Dyrektor Biura Centralnej Komisji Spraw Zagranicznych ChRL.

## Historia

### Działalność dyplomatyczna i polityczna
Pochodzi z Pekinu, należy do grupy etnicznej Han. Ukończył studia z zakresu stosunków międzynarodowych. Specjalista w zakresie spraw japońskich, włada biegle językiem japońskim. W latach 1989–1994 był pracownikiem ambasady ChRL w Japonii. Po powrocie do kraju pracownik Ministerstwa Spraw Zagranicznych, pełnił w nim funkcję naczelnika Departamentu ds. Azjatyckich (1995-1998) i dyrektora Wydziału Studiów Politycznych (1998-2001).

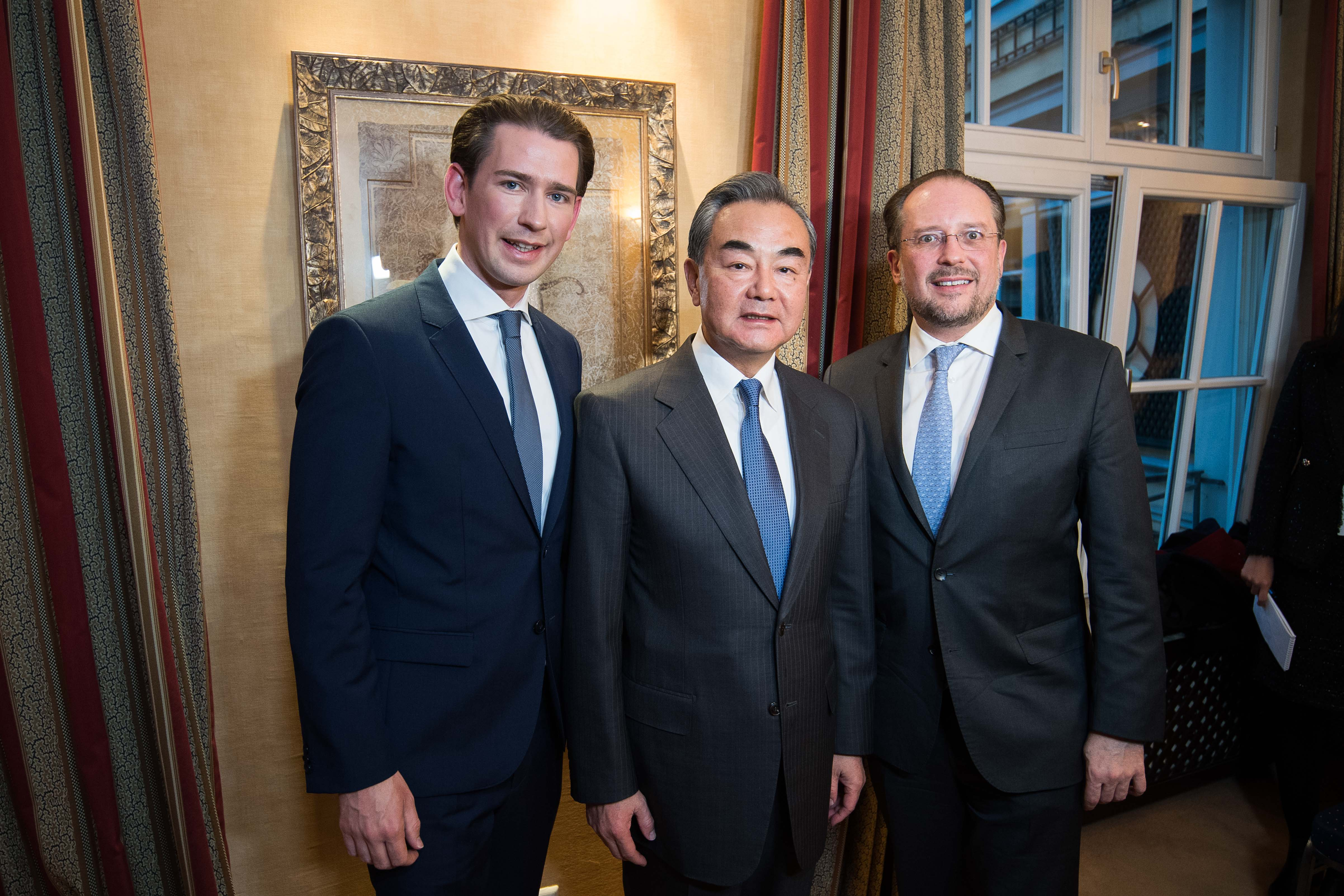
Wang Yi, Sebastian Kurz i Alexander Schallenberg podczas Monachijskiej Konferencji Bezpieczeństwa w 2020

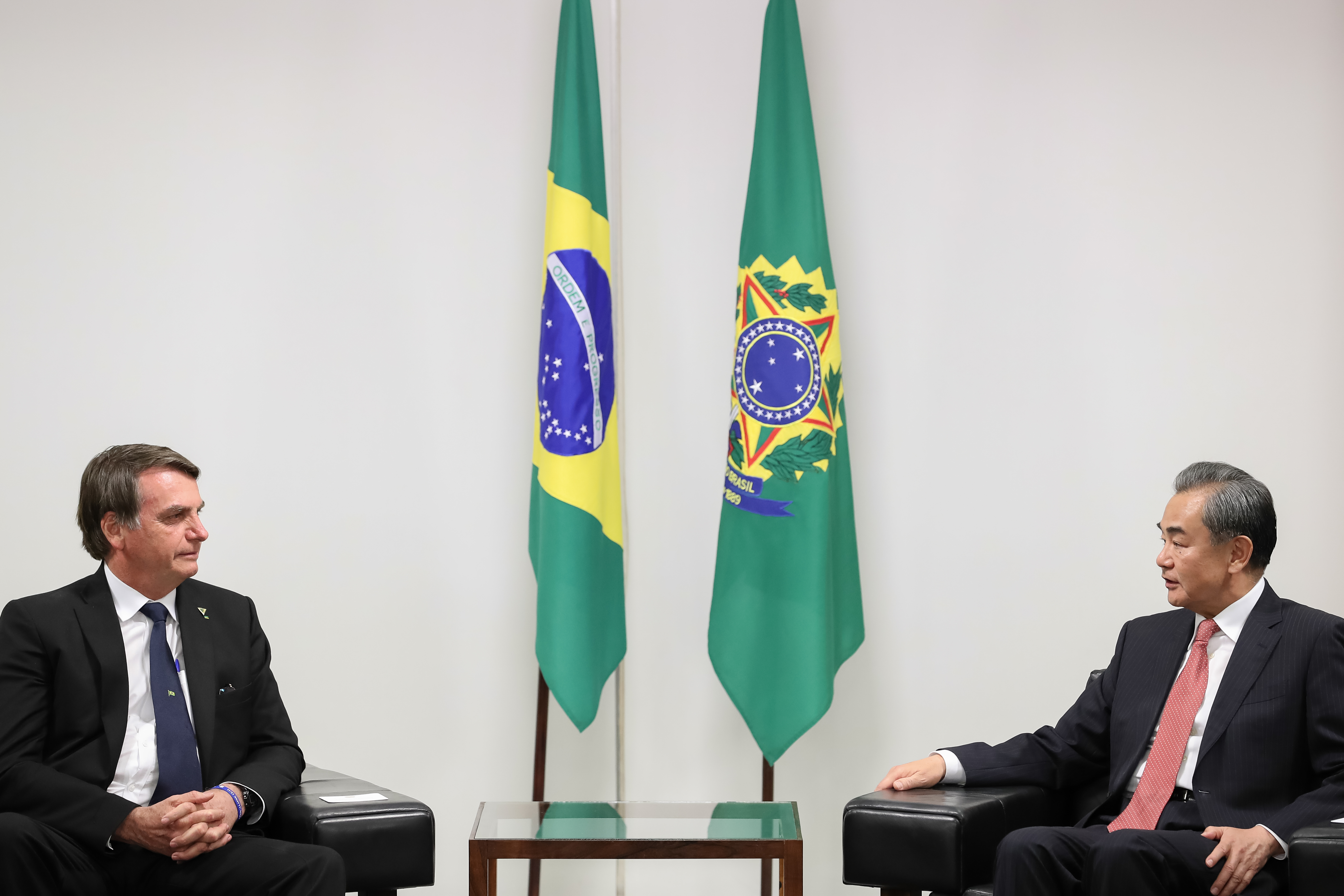
Wang Yi i prezydent Brazylii Jair Bolsonaro w 2019

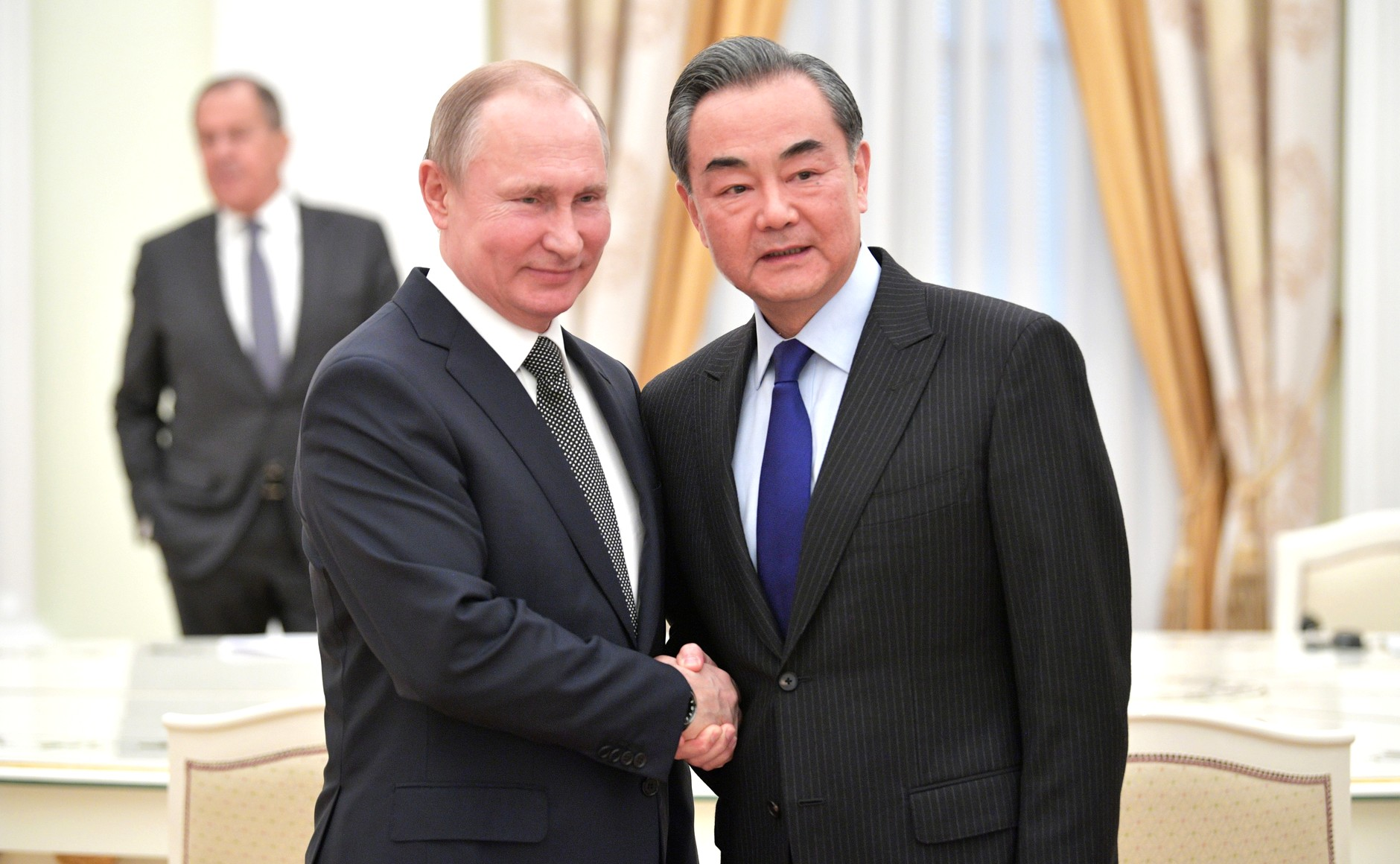
Wang Yi i prezydent Federacji Rosyjskiej Władimirem Putinem w 2018

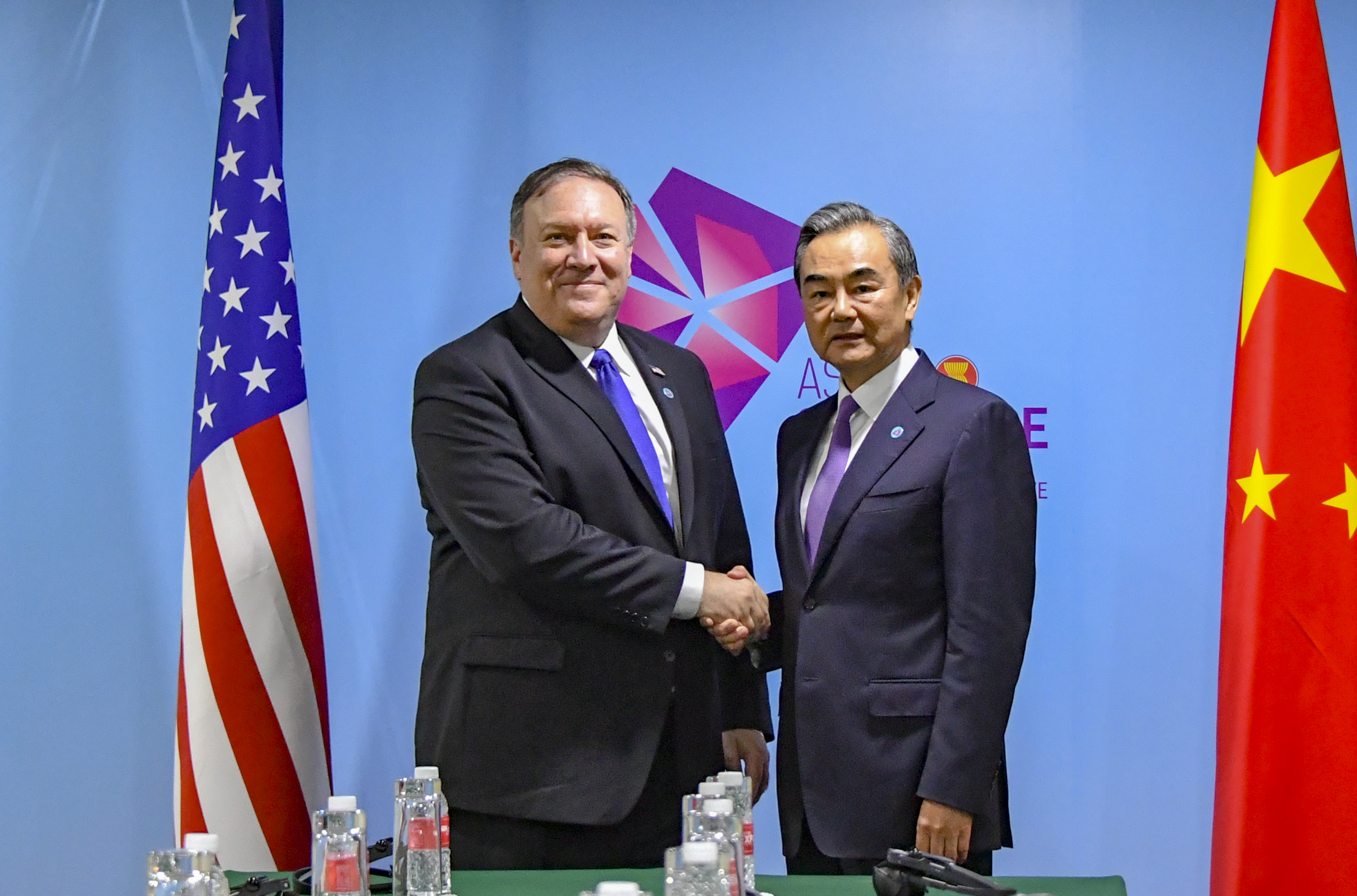
Wang Yi podczas spotkania z sekretarzem stanu Mikiem Pompeo w 2018

W latach 2001–2004 piastował urząd wiceministra spraw zagranicznych, następnie w latach 2004-2007 był ambasadorem ChRL w Japonii.
Od 2007 członek Komitetu Centralnego KPCh, w latach 2008-2013 był szefem Komitetu ds. Tajwanu w Radzie Państwa. W marcu 2013 został mianowany ministrem spraw zagranicznych w rządzie premiera Li Keqianga. Funkcję tę pełnił do 2022 r., a w 2023 r. został powołany na stanowisko Dyrektora Biura Centralnej Komisji Spraw Zagranicznych ChRL. 25 lipca 2023 został z powrotem ministrem spraw zagranicznych po miesięcznej nieobecności ministra Qin Ganga.

### Minister spraw zagranicznych ChRL

#### Bliski Wschód
W grudniu 2013 odbył ważną wizytę na Bliskim Wschodzie, podczas której odwiedził Izrael i Palestynę. Rozmawiał z przywódcami obu państw o wadze porozumienia nuklearnego z Iranem oraz o tym, jak ważne są dalsze rozmowy pokojowe.
W listopadzie 2017 ogłosił trzy punkty mające poprawić sytuację Syrii (przeciwdziałanie terroryzmowi, negocjacje i rekonstrukcja).

#### Daleki Wschód
15 kwietnia 2018 złożył wizytę w Japonii, gdzie został przyjęty przez tamtejszego ministra spraw zagranicznych Tarō Kōno.

#### Afryka
W czerwcu 2014, podczas szczytu chińsko-arabskiego w Pekinie, spotkał się z somalijskim ministrem spraw zagranicznych Abdirahmanem Duale Beylem, aby omówić dwustronną współpracę Chińskiej Republiki Ludowej i Somalii. Spotkanie dotyczyło handlu, bezpieczeństwa i odbudowy. Wśród omawianych kwestii znalazły się różne chińskie projekty rozwojowe, które są w trakcie realizacji w Somalii. Wang Yi pochwalił somalijski rząd za wysiłki na rzecz budowania pokoju. Potwierdził również historycznie bliskie więzi dyplomatyczne między oboma państwami, przypominając uznanie przez ChRL w 1960 niepodległości Republiki Somalii.

#### Ameryka Południowa
W 2017 i 2018 udało mu się doprowadzić do uznania rządu ChRL przez Dominikanę, Panamę oraz Salwador (i jednoczesnego zerwania stosunków dyplomatycznych tych państw z Tajwanem).

## Ordery i odznaczenia
- Order „Danaker” (Kirgistan, 2015)[15][16]
- Order Pakistanu II klasy (Pakistan, 2015)[17][18]

## Życie prywatne
Jest żonaty i ma córkę. Posiada własnego mikrobloga na platformie Sina Weibo.